# Zimtkopf-Grüntaube
Die Zimtkopf-Grüntaube (Treron fulvicollis) ist eine Art der Grüntauben in der Familie der Taubenvögel. Sie ist in Südostasien in mehreren Unterarten weit verbreitet.

## Erscheinungsbild
Die Zimtkopf-Grüntaube erreicht eine Körperlänge von 27 Zentimetern. Sie ist damit etwa so groß wie eine Lachtaube. Allerdings ist sie verglichen mit dieser etwas plumper gebaut und der Schwanz ist kürzer. Es besteht ein deutlicher Geschlechtsdimorphismus.
Die Männchen der Zimtkopf-Grüntaube haben einen rotbraunen Kopf und Hals. Die Brust ist goldgrün. Auf dem Mantel geht die rotbraune Färbung in ein Purpur über. Die Flanken sind graugrün, der Bauch gelbgrün. Die äußeren Schwanzfedern sind graugrün und haben ein schwarzes unteres Ende mit blassgrauen Endsäumen. Der Schnabel ist hell und wird zur Spitze hin bläulich Grün. Die Schnabelbasis ist dunkelrot. Füße und Beine sind rötlich. Die Weibchen unterscheiden sich von den Männchen durch eine gelbgrüne Brust und einen grauen Vorderkopf. Jungvögel weisen Ähnlichkeit mit dem Weibchen auf.

## Verbreitungsgebiet und Lebensraum
Das Verbreitungsgebiet der Zimtkopf-Grüntaube ist verhältnismäßig groß und reicht von Burma und Thailand bis zu den Inseln Sumatra, Belitung, Bangka und Borneo, dort bis Sarawak. Zimtkopf-Grüntauben sind waldbewohnende Arten. Sie kommen vor allem in Waldgebieten und Mangrovendickichten unweit der Küste vor. Das Nest wird in Bäumen oder Sträuchern errichtet. Das Gelege umfasst zwei Eier.

## Taxonomie
Die Art wurde von Johann Georg Wagler 1827 als Columba fulvicollis beschrieben.

### Unterarten
- Zimtkopf-Grüntaube (Treron fulvicollis)[2]
  - Treron fulvicollis fulvicollis (Wagler, 1827) – Verbreitet von Myanmar über die Malaiische Halbinsel (Thailand, Malaysia) bis Sumatra, einschließlich der Riau- und Lingga-Inseln sowie der Inseln Bangka und Belitung.
  - Treron fulvicollis melopogenys (Oberholser, 1912) – Verbreitet auf den Inseln Nias und Siberut vor der Westküste Sumatras.
  - Treron fulvicollis oberholseri Chasen, 1935 – Lebt auf den Natuna-Inseln im Südchinesischen Meer.
  - Treron fulvicollis baramensis A. B. Meyer, 1891 – Vorkommen auf Borneo und kleineren Inseln entlang der Nordküste.